# Mexican Hayride
Mexican Hayride (en España: Sangre y harina) es una película del género de comedia de 1948, protagonizada por Bud Abbott y Lou Costello. Fue dirigida por Charles Barton.

## Argumento
Joe Bascomb persigue al estafador Harry Lambert hasta la Ciudad de México, después de que Harry aparentemente lo estafara a él (y a algunos amigos) en una estafa de acciones petroleras en los Estados Unidos. La exnovia de Joe, Mary, ha contratado a Harry como su agente y se hace llamar 'Montana', haciéndose pasar por torero. Cuando Joe se encuentra con Harry en una plaza de toros, también ve a Mary, que está en el ruedo. Como parte de la 'Semana Amigo Americana', está a punto de arrojar su sombrero a la multitud donde el afortunado destinatario será proclamado 'embajador de buena voluntad'. Se supone que Mary debe arrojar el sombrero a Gus Adamson, otro estafador a quien Harry ha arreglado para ser elegido, pero Mary, en cambio, arroja el sombrero con ira a Joe. Resulta que Joe, ahora el 'embajador de buena voluntad', también está siendo perseguido por las autoridades estadounidenses por participar en la estafa de las acciones petroleras; usa un alias, 'Humphrey Fish', mientras está en México.
Se convence a Joe para que participe en el plan de Harry, Dagmar y Mary para vender acciones de minas de plata falsas. Mientras da recorridos por la mina falsa, Joe exalta su belleza y vende acciones a todo el que puede. Finalmente, las autoridades rastrean y encarcelan a Joe, junto con Harry; Joe logra escapar y, disfrazado de anciana mexicana, ayuda a Harry a escapar. Vuelven a la plaza de toros en busca de Dagmar y la bolsa de valores. Joe entra al ring, solo para ser perseguido por un toro furioso. Dagmar, que tiene el dinero escondido en su sombrero, se lo arroja. Harry entra al ruedo para recuperar el sombrero de manos de Joe, quien todavía está siendo perseguido por el toro. Finalmente, el dinero es recuperado y devuelto a las autoridades. La pandilla está libre de irregularidades relacionadas con la mina de plata, pero aún no está libre de su estafa de acciones petroleras en los Estados Unidos.

## Elenco
| Actor            | Rol                      |
| ---------------- | ------------------------ |
| Bud Abbott       | Harry Lambert            |
| Lou Costello     | Joe Bascom/Humphrey Fish |
| Virginia Grey    | Montana                  |
| Luba Malina      | Dagmar                   |
| John Hubbard     | David Winthrop           |
| Pedro de Córdoba | Señor Martínez           |
| Fritz Feld       | Profesor Ganzmeyer       |
| Tom Powers       | Ed Mason                 |
| Pat Costello     | Tim Williams             |